# Laurits Hans Christian Bistrup
Laurits Hans Christian Bistrup (* 7. März 1850 in Maniitsoq; † 15. August 1914 in Kopenhagen) war ein dänischer Kaufmann und kommissarischer Inspektor in Grönland.

## Leben
Laurits Hans Christian Bistrup war der Sohn des Kolonialverwalters Henning Bistrup (1798–1877) und seiner zweiten Frau Laura Jakobine Kirstine Hammer (1811–1878). Sein Vater war bei seiner Geburt Kolonialverwalter in Maniitsoq. Laurits Hans Christian Bistrup genoss zuerst eine Ausbildung zum Maschinisten und wurde dann 1876 als Volontär in der Buchhaltung von Den Kongelige Grønlandske Handel angestellt. Er heiratete am 9. März 1878 in Kopenhagen Anna Vilhelmine Østerberg (1848–?), Tochter des Vergolders August Østerberg und seiner Frau Emma Frederikke Pauline Knudsen. Über seine Tochter Carla Østerberg Bistrup (1883–1979) war er der Schwiegervater von Christian Simony (1881–1961) und der Großvater von Carl Frederik Bistrup Simony (1909–1983). Sein Sohn Henning Bistrup (1879–1948) nahm als Marineoffizier von 1906 bis 1908 an der Danmark-Expedition nach Nordostgrönland teil.
Kurz nach der Hochzeit wurde er 1878 nach Grönland gesandt und arbeitete als Volontär in Nuuk. 1881 wurde er kommissarisch zum Handelsassistenten ernannt und am 14. Februar 1882 festangestellt. Im selben Jahr wurde er als Handelsassistent in seinen Geburtsort Maniitsoq versetzt. Vom 10. Mai bis 4. August 1885 wurde er kommissarisch als Kolonialverwalter in Maniitsoq eingesetzt und dann nach Nuuk versetzt. Am 25. Februar 1888 erhielt er das Amt fest. Von 1888 bis 1889 vertrat er Carl Ryberg als Inspektor von Südgrönland. Nach einem Jahr Urlaub wurde er 1890 als Kolonialverwalter wieder nach Maniitsoq versetzt. Von 1901 bis 1902 war er erneut beurlaubt. Von 1906 bis 1908 vertrat er in kurzen Abständen zweimal Inspektor Ole Bendixen und nach einem weiteren Jahr Urlaub wurde er 1912 pensioniert. Er lebte in Gentofte und starb zwei Jahre später in Kopenhagen im Alter von 64 Jahren.
Der Gletscher L. Bistrup Bræ in Nordostgrönland ist nach ihm benannt.